# 普門院 (米沢市)
普門院（ふもんいん）は、山形県米沢市関根にある真言宗智山派の寺院。山号は岩上山。本尊は大日如来。

## 歴史
この寺は、853年（仁寿3年）英慶の開山により創建されたと伝えられ、江戸時代初期に中興されたという。現在の本堂や庫裏は寛政年間（1789年 - 1801年）に再建されたものである。なお、江戸時代後期の米沢藩主上杉鷹山（1751年〜1822年）が、長らく会っていなかった師である儒学者細井平洲（1728年 - 1801年）とこの寺で再会している。1796年（寛政8年）鷹山46歳、平洲69歳のときであった。この時のあらましを弟子の樺島石梁宛の書簡に詳述している。その書簡から上杉茂憲筆の「一字一涙の碑」が1915年（大正4年）に建てられている。鷹山が平洲を出迎えた羽黒堂（羽黒神社）と合わせ1935年（昭和10年）に国の史跡となっている。羽黒神社と普門院は2008年（平成20年）から米沢市により保存修復工事が施されている。庫裏の工事が2019年（平成31年）に終了し公開されている。

## 文化財
- 史跡（国指定）
  - 上杉治憲敬師郊迎跡